# Bradysia antemorio
Bradysia antemorio är en tvåvingeart som beskrevs av Werner Mohrig och Boris Mamaev 1985. Bradysia antemorio ingår i släktet Bradysia och familjen sorgmyggor. Inga underarter finns listade i Catalogue of Life.